# Porirua
Porirua è una città e un'autorità territoriale della Nuova Zelanda che si trova nella regione di Wellington, nell'Isola del Nord, 20 chilometri a nord della capitale.

## Storia
Il nome Porirua ha origini māori e probabilmente è una variante dell'espressione Pari rua, che significa "due maree", con riferimento al fatto che la città sorge su un vasto porto naturale. Venne fondata nel XIX secolo dai colonizzatori europei, anche se nella zona esisteva già un piccolo insediamento Maori.
Negli anni quaranta si progettò di fare di Porirua una città satellite di Wellington, soprattutto a causa della vicinanza dei due centri abitati, ma proprio a causa di ciò Porirua crebbe fino ad ospitare oltre 50 000 abitanti e quindi divenne un'autorità territoriale indipendente.